# Малявский, Георгий Рафаилович
Георгий Рафаилович Малявский (бел. Георгій Рафаілавіч Маляўскі; 16 октября 1946, Минск, Белорусская ССР, СССР — 31 августа 2024, Минск, Беларусь) — советский и белорусский актёр театра и кино. Заслуженный артист Белорусской ССР (1990).

## Биография
Родился Георгий Рафаилович Малявский 16 октября 1946 года в Минске.
В 1970 году окончил актёрский факультет Белорусский театрально-художественного института.
В 1971-2020 годах был актёром Белорусского театра имени Янки Купалы.
Работал в Могилёвском областном драматическом театре.
Ушёл из жизни 31 августа 2024 года в возрасте 77 лет.

## Фильмография
- 1979 — Скрытая работа — Эдик Агафонов
- 1981 — Последний шанс / Апошні шанц — Ксендзов
- 1991 — Здешние / Тутэйшыя — католический священник
- 2004 — Пойти и не вернуться
- 2008 — Наваждение — Семён Ильич
- 2011 — Семейный детектив — Щукин, отец Юрия (14-я серия «Тени прошлого»)
- 2013 — Ой, ма-моч-ки! — Давид Аронович (10-я серия «Единственный мужчина» и 12-я серия «Елена Прекрасная»)
- 2014 — Алхимик. Эликсир Фауста — сосед-врач
- 2014 — Государственная граница — Кузьмич, отец Тамары (Фильм №10 «Афганский капкан»)
- 2014 — Доброе имя — Виктор Викторович, криминалист (первые 12 серий)
- 2014 — Предмет обожания — эпизодическая роль
- 2016 — Куба — Ефим Борисович Добровольский, антиквар
- 2016 — Любовь без правил — Лёва
- 2016 — Следы на воде — эпизод
- 2017 — Мухтар. Новый след — Иван Антонович, профессор (53-я серия «Оглядываясь в прошлое»)
- 2017 — Через беды и печали — Егор Тихонов, отец Натальи
- 2017 — Юбилей
- 2018 — Игра — Лев
- 2019 — Заступники — Корнеев, писатель
- 2019 — Отчим
- 2020 — Вспышка — дед
- 2022 — Чернобыль — эпизодическая роль
- 2023 — Дела житейские — Лев Семёнович
- 2023 — Повышая градус — Валентин Семёнович
- 2023 — Праведник — эпизодическая роль
- 2024 — Вишенка на торте — эпизодическая роль

## Награды
- 1990 — Заслуженный артист Белорусской ССР